# پلسرویل (کالیفرنیا)
پلَسِرویل (به انگلیسی: Placerville) شهری در شهرستان ال دورادو ایالت کالیفرنیا است که در سرشماری سال ۲۰۱۰ میلادی، ۱۰۳۸۹ نفر جمعیت داشته‌است.
پس از کشف طلا در کارخانه ساترز در کُلومای کالیفرنیا توسط جیمز دبلیو مارشال در سال ۱۸۴۸ تب جویندگان طلا در کالیفرنیا آغاز شد، شهر کوچکی که امروزه به نام پلسرویل شناخته می‌شود، در آن زمان Dry Diggin's (حفر خشک) نام داشت که شیوه‌ای است که معدنچیان بارهای خشک را جابجا می‌کردند. این شیوه برای جدا کردن طلا از خاک کاربرد داشت.

## نگارخانه

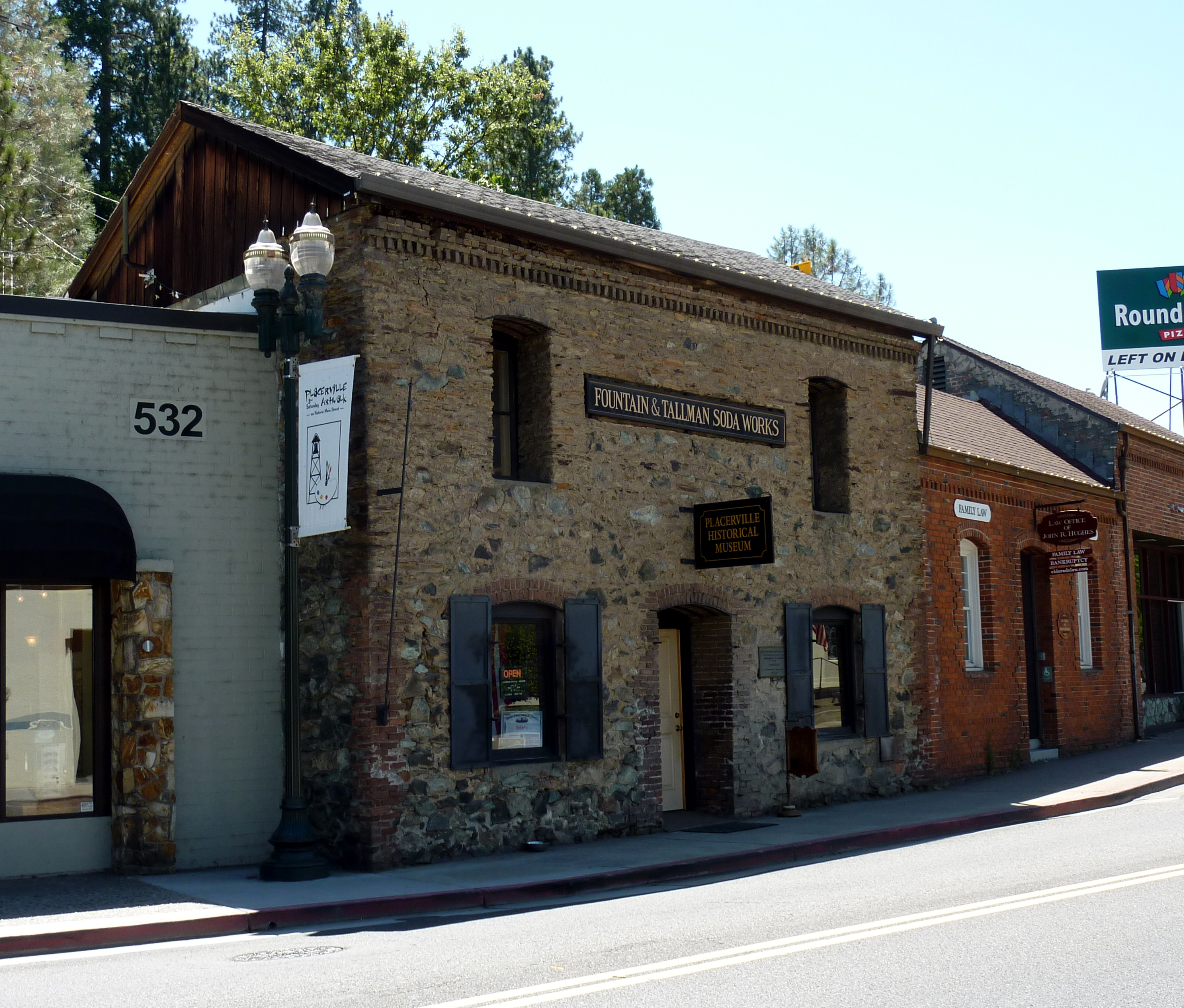
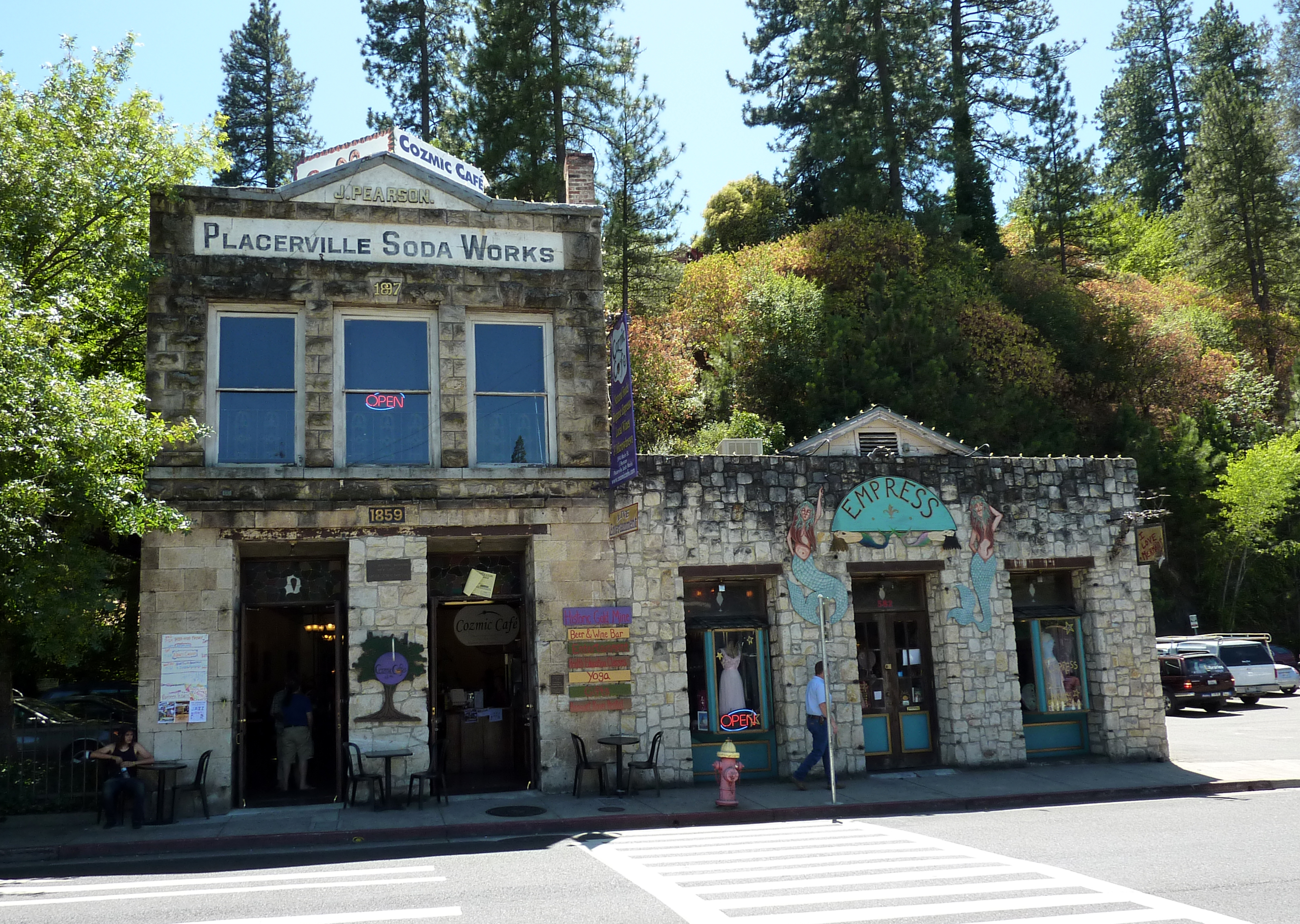
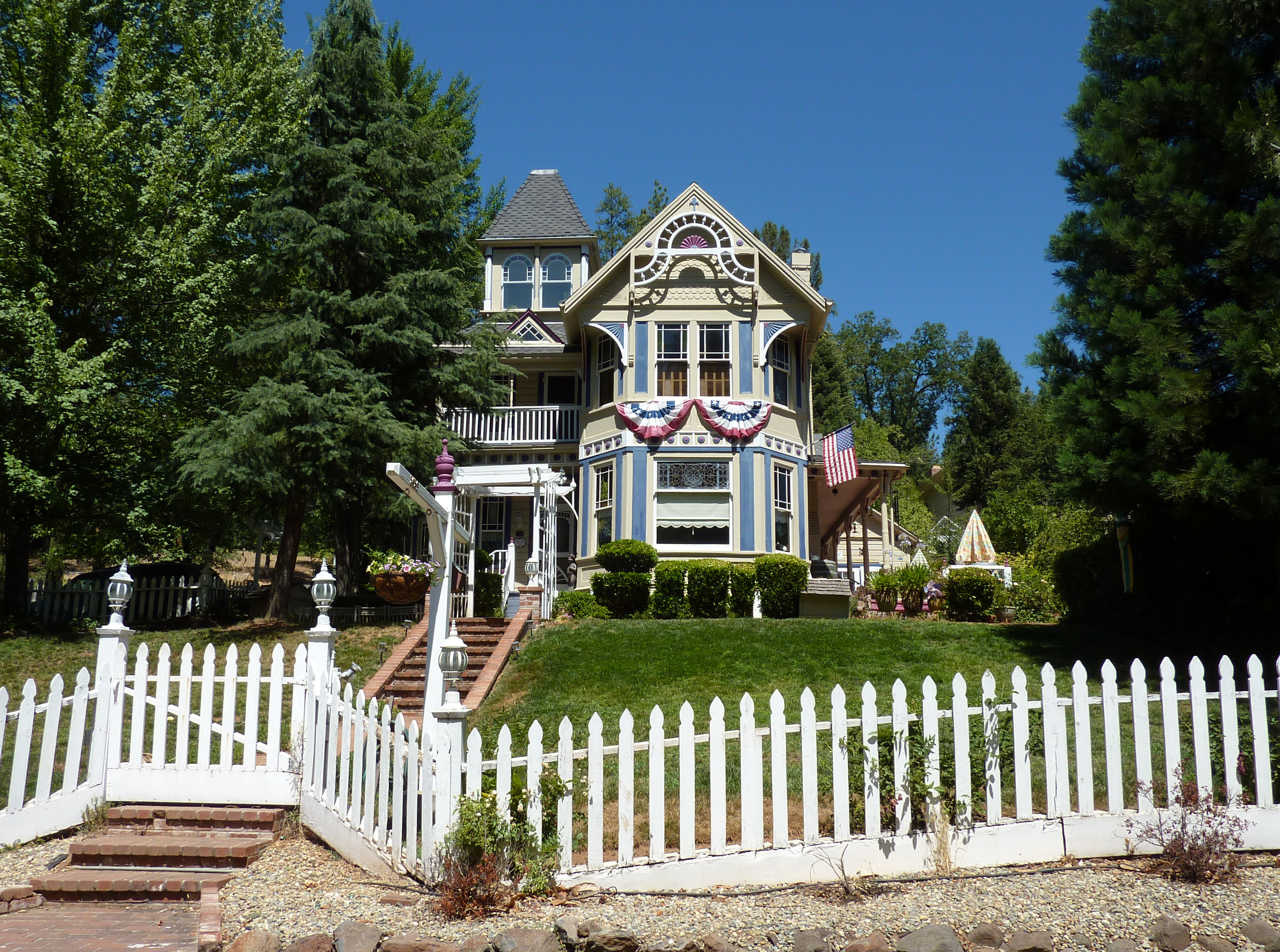
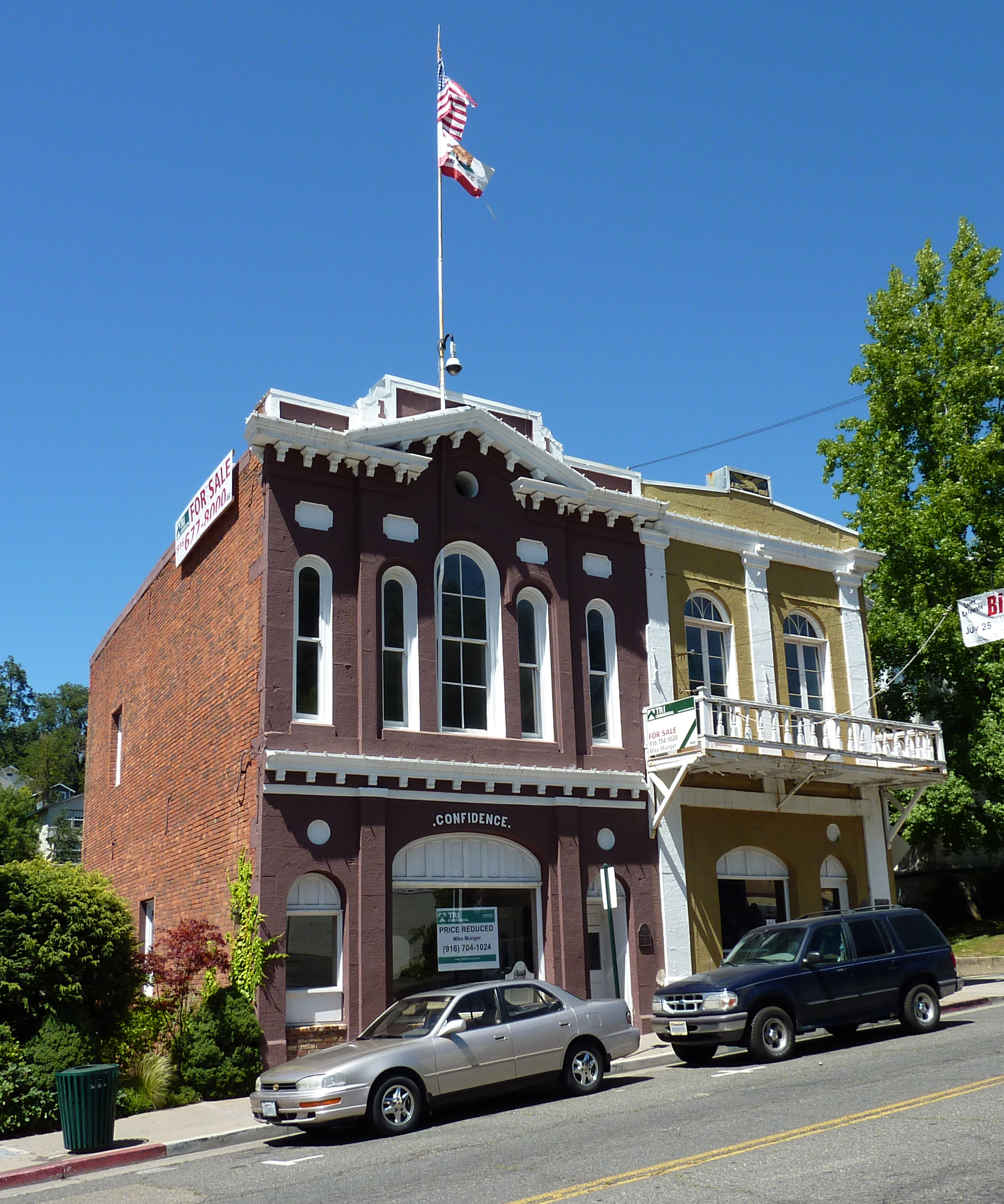
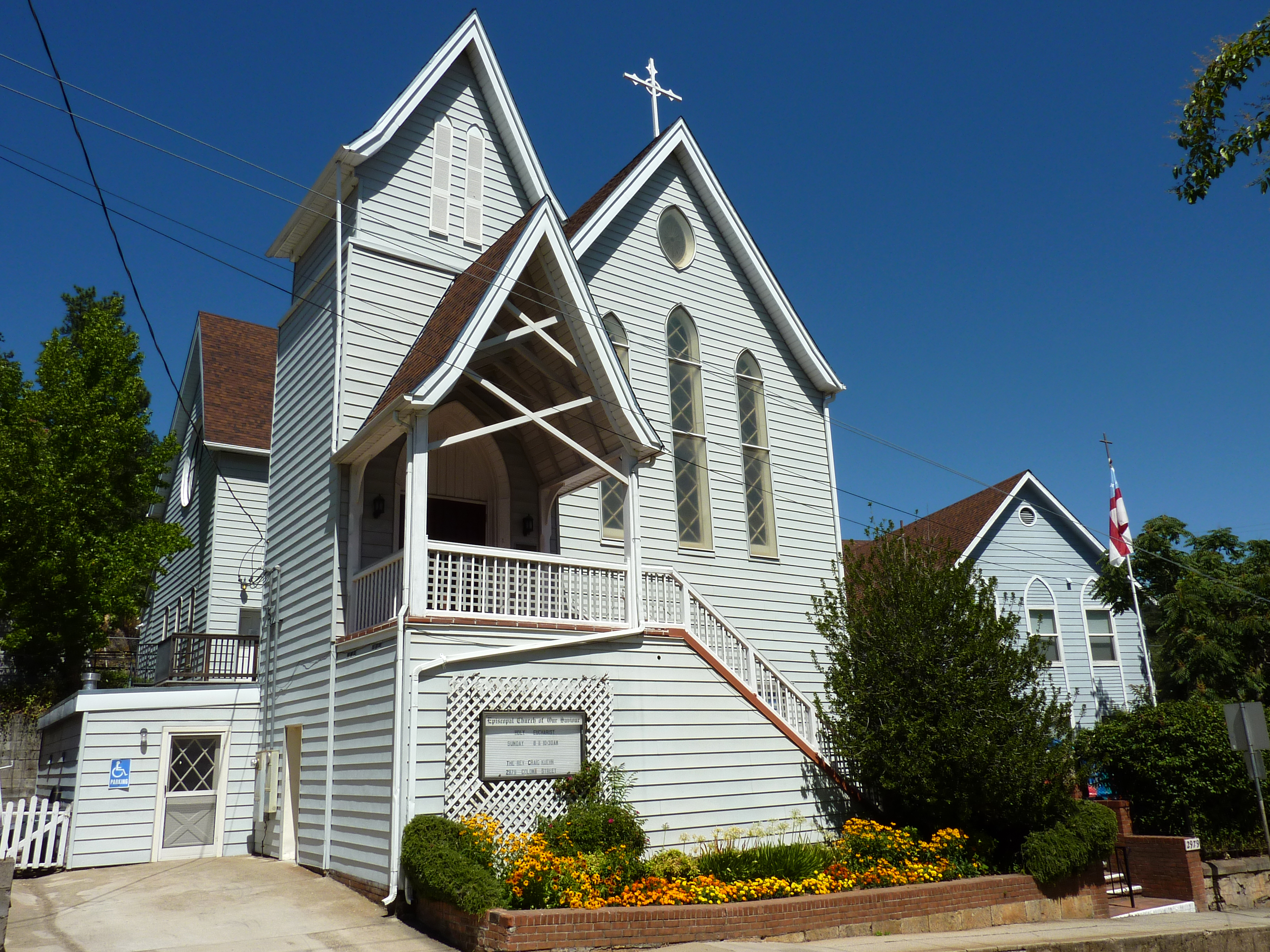